# Aire urbaine de Sisteron
 (signalé en juillet 2025).
Si vous disposez d'ouvrages ou d'articles de référence ou si vous connaissez des sites web de qualité traitant du thème abordé ici, merci de compléter l'article en donnant les références utiles à sa vérifiabilité et en les liant à la section « Notes et références ».
- Archive Wikiwix
- Bing
- Cairn
- DuckDuckGo
- E. Universalis
- Gallica
- Google
- G. Books
- G. News
- G. Scholar
- Persée
- Qwant
- (zh) Baidu
- (ru) Yandex
- (wd) trouver des œuvres sur Wikidata

L'aire urbaine de Sisteron est une aire urbaine française centrée sur l'unité urbaine de Sisteron dans les Alpes-de-Haute-Provence. Composée de 2 communes, elle comptait 7 557 habitants en 2013.

## Composition
| Nom      | Code Insee | Statut | Superficie (km2) | Population (dernière pop. légale) | Densité (hab./km2) |
| -------- | ---------- | ------ | ---------------- | --------------------------------- | ------------------ |
| Sisteron | 04209      |        | 50,25            | 7 776 (2022)                      | 155                |
| Valbelle | 04229      |        | 32,99            | 239 (2022)                        | 7,2                |